# Соймонов, Фёдор Иванович (1800)
Фёдор Иванович Соймонов (1800—1854) — русский военачальник, генерал-лейтенант (26.11.1852), участник Польской кампании 1831 года и Крымской войны (погиб в Инкерманском сражении).

## Биография
Учился в Дворянском полку, и выпущен в пехоту в 1817 году. На пятом году своей службы был назначен адъютантом к начальнику 3-й гренадерской дивизии М. Е. Храповицкому. За отличную службу в этой должности переведён сначала в лейб-гвардии Павловский полк, а затем в лейб-гвардии Измайловский полк.
В 1831 году, командуя Галицким пехотным полком, принял участие в подавлении Польского мятежа, находился в делах в Гродненской губернии, при блокаде Модлина и в преследовании инсургентов до прусской границы.
2 апреля 1833 года назначен командиром Полоцкого егерского полка. 3 апреля 1838 года произведён в чин генерал-майора с оставлением в занимаемой должности. 23 октября того же года назначен командиром 2-й бригады 3-й пехотной дивизии, но командовал её немногим более года и 21 января 1844 года был переведён на должность командира 2-й учебной карабинерной бригады.
26 ноября 1852 года произведён в чин генерал-лейтенанта с утверждением в должности начальника 10-й пехотной дивизии. Командуя этой дивизией принял участие в Крымской войне, при атаке английского лагеря при Инкермане 24 октября 1854 года командовал одной из главнейших колонн, но был ранен и скончался в самом начале сражения.
Среди прочих наград имел за выслугу 25 лет в офицерских чинах орден Святого Георгия 4-й степени, полученный им 3 декабря 1842 года (№ 6687 по списку Григоровича — Степанова).

## Награды
- Орден Святого Владимира 4-й степени (06.12.1828)

- Орден Святого Станислава 2-й степени (06.12.1833)

- Знак отличия за военное достоинство 3-й степени (1838)

- Орден Святого Владимира 3-й степени (30.06.1841)

- Орден Святого Георгия 4-й степени (03.12.1842)

- Орден Святого Станислава 1-й степени (16.01.1844)

- Орден Святой Анны 1-й степени (11.04.1848)

- Императорская корона к ордену Святой Анны 1-й степени (02.12.1851)